# Уимс, Дэвид, 4-й граф Уимс
Дэвид Уимс, 4-й граф Уимс (англ. David Wemyss, 4th Earl of Wemyss; 29 апреля 1678 — 15 марта 1720) — шотландский пэр и член парламента, занимавший пост лорда-адмирала Шотландии с 1706 по 1714 год.

## Происхождение
Родился 29 апреля 1678 года в Уимсе, Файф, Шотландия. Сын Джеймса Уимса, лорда Бернтисленда (ок. 1657—1682) и Маргарет Уимс, 3-й графини Уимс (1659—1705). Его старшей сестрой была леди Энн Уимс (1675—1702), которая вышла замуж за Дэвида Мелвилла, 3-го графа Ливена, а его младшей сестрой была леди Маргарет Уимс (1677—1763), которая вышла замуж за Дэвида Карнеги, 4-го графа Нортеска.

## Карьера
11 марта 1705 года после смерти своей матери Дэвид Уимс унаследовал титулы 4-го графа Уимса (Пэрство Шотландии), 4-го лорда Элхо и Метхила (Пэрство Шотландии) и 4-го лорда Уимса из Элхо (Пэрство Шотландии).
Лорд Вемисс вошел в парламент как пэр 28 июня 1705 года и в том же году стал членом Тайного совета Шотландии. Он был одним из комиссаров по договору об унии с Англией. В 1706 году он был назначен верховным адмиралом Шотландии, и эта должность была упразднена при унии, затем он был назначен вице-адмиралом Шотландии.
Шотландский пэр-представитель в Палате лордов Великобритании в 1707—1710 годах.
Граф Уэмисс был одним из четырех немедиков, которым была предоставлена почетная стипендия за первые 25 лет существования Королевского колледжа врачей.

## Личная жизнь
Граф Уимс был трижды женат. 13 августа 1697 года он женился первым браком на леди Энн Дуглас (? — 23 февраля 1700), единственной дочери Уильяма Дугласа, 1-го герцога Куинсберри, и леди Изабель Дуглас. Дети от первого брака:
- Дэвид Уимс, лорд Элхо (3 октября 1698 — 16 декабря 1715)
- Джеймс Уимс, 5-й граф Уимс (30 августа 1699 — 21 марта 1756), был женат на Джанет Чартерис, дочери полковника Фрэнсиса Чартериса
- Леди Уильямина Уимс (1704—1784), которая переехала в округ Честер, штат Пенсильвания, и вышла замуж за судью Уильяма Мура из «Мур-Холла»[1].

Его второй брак состоялся 5 января 1709 года в церкви Святого Мартина-ин-зе-Филдс в Лондоне на Мэри Робинсон (? — 17 июля 1711/8 сентября 1712), дочери сэра Джона Робинсона, 2-го баронета и Мэри Дадли. Второй брак был бездетным.
Его третий брак в июле 1716 года, с Элизабет Сент-Клер (? — 1721), дочерью Генри, лорда Синклера, и Гризель Кокберн. Дети от третьего брака:
- Леди Элизабет Уимс (? — 20 февраля 1747), в 1734 году она вышла замуж за Уильяма Сазерленда, 17-го графа Сазерленда (1708—1750).
- Леди Маргарет Уимс (? — 31 августа 1779), в 1740 году она вышла замуж за Джеймса Стюарта, 8-го графа Морея (1708—1767).

Граф Уимс скончался 15 марта 1720 года возрасте 41 года. Ему наследовал его второй сын Джеймс.